# Жакыпова, Чынара Шаршеевна
Чинара Шаршеевна Жакыпова (9 августа 1955, Фрунзе, Киргизская ССР) — доктор исторических наук, профессор, экс-министр народного образования Киргизской Республики и бывший председатель Фонда «Сорос — Кыргызстан».

## Детство и юность
Родилась Чинара Жакыпова в 1955 году в городе Фрунзе в киргизской семье.
Отец Шарше Жакыпов, в начале 1960-х годов был мастером цеха Аламединского райпромкомбината. По приговору суда отсидел 5 лет с конфискацией всего имущества по показательному процессу над цеховиками-«трикотажниками», прошедшему в Киргизской ССР в начале 1960-х годов.
Окончила фрунзенскую школу № 11. Владеет киргизским, русским, английским языками.
Чинара Жакыпова окончила с отличием МГУ им. Ломоносова. Окончила аспирантуру и досрочно защитила кандидатскую диссертацию.
В 33 года она стала доктором исторических наук, профессором, заведующей кафедрой.
Проживает в Бишкеке.

## Трудовая деятельность
- В 1992—1993 годах Чинара Жакыпова занимала должность министра образования Киргизской Республики. С поста ушла в отставку добровольно. Стала завкафедрой новой и новейшей истории Киргизского государственного университета[2].
- В 1994 году основала независимую газету «Политика». Однако, газету быстро закрыли официальные власти.
- С 1994 год стала исполнительным директором Фонда «Сорос — Кыргызстан» и проработала почти 5 лет.
- В 2000 году основала киргизское отделение Британского института по освещению войны и мира (IWPR) и была его директором до 2005 года.[3]

## Вклад
- В 1999 году Чинара Жакыпова написала и выпустила книгу «Конфискация жизни» на 212 страницах тиражом 1000 экземпляров. Книга посвящена показательному процессу над цеховиками-«трикотажниками», прошедшему в Кыргызстане в начале 1960-х годов.[3]
- В начале 1990-х создала «Музей игрушки». Она рисовала, реставрировала куклы и наладила вместе с близкими друзьями небольшое производство сувенирных кукол в ярких киргизских костюмах[1]. Об этом она пишет в своей книге:

«Вместе с железной кроватью, холодильником, обеденным столом и одеждой конфисковали и красивую дочкину куклу по имени Ангел. А для детей расстрелянных или посаженных в тюрьмы трикотажников наступило черно-белое время, без кукол и других игрушек»
- Также были реализованы такие проекты как: BPC (Бишкекский пресс-клуб); IPP (Институт общественной политики).[4]

## Награды
- Орден «Данакер» (9 августа 2005 года) — за большие заслуги в области образования и науки республики, особый вклад в укрепление дружбы и международного сотрудничества[5][6]